# Бонапартизм (диктатура)
Бонапартизм — термин, изначально употреблявшийся для обозначения режимов Наполеона Бонапарта и Луи Бонапарта. Далее термин с подачи К. Маркса употреблялся для описания любой контрреволюционной диктатуры крупной буржуазии, лавирующей между борющимися классами в условиях неустойчивого социального равновесия. В политологическом словаре бонапартизм характеризуется «как политика авторитарного разрешения революционной ситуации».

## История вопроса
Бонапартизм представлял собой первую в новое время модель единоличного правления, опирающегося на волеизъявление народа, добровольно и демократическим путём передающего власть некоему лидеру. В отличие от других форм авторитарного правления он возникает после крупнейших революций, при политической нестабильности и острых социально-политических кризисах. К. Маркс в работе «Восемнадцатое брюмера Луи Бонапарта» дал развернутое объяснение успеха бонапартистского переворота: «Классовая борьба во Франции создала условия и обстоятельства, давшие возможность дюжинной и смешной личности сыграть роль героя». Маркс характеризовал бонапартизм как диктатуру контрреволюционной буржуазии, с такими специфическими чертами, как видимость «надклассовости» и «надпартийности», политика лавирования между классами, создающая известную самостоятельность государственной власти, социальная и националистическая демагогия, всесилие военщины, продажность и коррупция.
Облеченный — согласно январской конституции 1852 г. — всей полнотой исполнительной власти, Наполеон III не замедлил почти полностью завершить уничтожение демократических завоеваний революции 1848 г., начатое при его участии до государственного переворота 1851 г. и продолженное после него. Единственный институт, сохраненный от революции, — всеобщее избирательное право, распространявшееся, в соответствии с конституцией, на всех граждан, достигших 21 года, и выражавшееся в форме парламентских выборов и плебисцитов, — и тот был фактически превращен в орудие личной власти императора. Голосование в периоды выборов происходило при неприкрытом, грубом давлении на избирателей со стороны официальных властей, широко практиковавших запугивание и террор.
Отчасти для того, чтобы отвлечь общественное внимание от внутренних неурядиц, отчасти в надежде покрыть военными лаврами поражения в мексиканском, люксембургском и других вопросах, Наполеон III, под давлением крайней правой (которой покровительствовала императрица Евгения), повёл агрессивную политику по отношению к Пруссии, окончившуюся войной. Война ярко обнаружила всю непрочность империи; с самого же начала она приняла крайне неблагоприятный оборот, и 2 сентября 1870 года сам Наполеон III, с целой армией, сдался в плен пруссакам.
Когда известие об этом пришло в Париж, оно вызвало там взрыв негодования. В ночном заседании законодательного корпуса 3—4 сентября Ж. Фавр предложил провозгласить низложение императора и избрать временное правительство, того же требовала толпа народа на улицах. Утром народ ворвался в палату, и Гамбетта от имени народного представительства объявил, «что Луи Наполеон Бонапарт и его династия перестали править во Франции». В ратуше той же толпою была провозглашена республика и без всякого избрания, par acclamation, назначено временное «правительство народной обороны». Вторая империя рухнула, не найдя защитников.
Г. В. Плеханов называл «бонапартизмом» стремление партийного большинства дать чрезвычайные полномочия ЦК в статье с характерным подзаголовком «Централизм или бонапартизм? (Новая попытка образумить лягушек, просящих себе царя)».
О. Шпенглер связывал появление бонапартизма с «критическими переходными эпохами», когда нация утрачивает «форму в политическом отношении», создавая возможность энергичной личности прорваться к власти любой ценой. Бонапартизм — расцвет великих одиночек, считал он, и пролог к «эпохе исторической бесформенности».
В. И. Ленин обвинял в применении бонапартистских приемов и царское правительство, балансирующее между помещиками и капиталистами, и Керенского с его культивированием военщины и укреплением карательно-полицейского аппарата, беспардонной демагогией. «А для того, чтобы быть надежным стражем, недостаточно в наше время пушек, штыков и нагаек: надо постараться внушить эксплуатируемым, что правительство стоит выше классов, что оно служит не интересам дворян и буржуазии, а интересам справедливости, что оно печется о защите слабых и бедных против богатых и сильных и т. п.»

## Бонапартизм в XX веке
Итальянский журналист и писатель К. Малапарте в книге «Техника государственного переворота» (1931 г.) проанализировал ошибки либеральной буржуазии, создавшей условия для «бонапартизма» Сталина, Гитлера, Муссолини и показал, что бонапартист осуществляет захват власти, соблюдая главное, по его мнению, правило бонапартистской тактики — сочетание насилия с соблюдением законности. Истоком этого он считал «всё возрастающую парламентаризацию современной жизни».
Марксистские теоретики некоммунистического направления О. Бауэр и Г. Брандлер трактовали фашизм как специфическую форму бонапартизма, когда на фоне относительного равновесия антагонистических классов у власти возникает возможность проводить сравнительно независимую политику.
М. Дюверже указывал на сходство бонапартистской диктатуры с механизмом политической власти Шарля де Голля, установленным Конституцией 1958 г.: «…Известные черты власти генерала Ш. Де Голля напоминают наполеоновскую систему, первую форму республиканской монархии во Франции. … Де Голль царствовал милостью 18 июня 1940 г. и референдума французского народа как и император (Наполеон I) благодаря посвящению в Соборе Парижской богоматери и всеобщему голосованию».
А. Мешков сравнивал бонапартизм Наполеона III, аргентинского диктатора Перона и Б.Н. Ельцина после расстрела Белого дома и пришёл к выводу о схожести их методов управления. «Вашингтон пост» в середине ноября 1993 г. также отметила, что Ельцин и особенно его окружение явно предпочитают использовать бонапартистские методы для удержания власти, озаглавив одну из своих редакционных статей весьма знаменательно — «Царь Борис». Также был озаглавлен британский документальный фильм Пола Митчелла, вышедший в 1997 году.

## Бонапартизм в XXI веке
Исследователи характеризуют как бонапартистские политические режимы Владимира Путина, Реджепа Эрдогана, Виктора Орбана, Александра Лукашенко.